# Пабло де Сеспедес
Пабло де Сеспедес (ісп. Pablo de Céspedes, 1538–1608, Кордова) — іспанський священник, літератор, скульптор, архітектор, художник XVI століття.

## Ранні роки
Пабло де Сеспедес народився неподалік міста Кордова. Його батьком був Алонсо де Сеспедес, сина назвали на честь апостола Павла. З боку матері він походив з дворянського стану. Тривалий час він мешкав у родича з боку матері, що був каноніком собору у місті Кордова. За припущеннями, він мешкав там до 18 років.

## Університет і перші відвідини Італії
1556 року він був прийнятий до студентів престижного у Іспанії університету міста Алькала де Енарес, де отримав фундаментальну освіту як для особи середини XVI ст. Він говорив щонайменше двома мовами окрім іспанської — латиною та італійською. Ймовірно, до цього періоду належать і його перші літературні твори.
Вперше він відвідав Італію 1559 року, де оселився у папському Римі. Окрім молитов, молодик використав перебування у папській столиці для вивчення італійського мистецтва, познайомився із римським художником Федеріко Цуккарі, почав працювати у його майстерні помічником. Згодом він повернувся до Іспанії.

## 20 років у Італії
Не збережено достеменних свідоцтв про рік виїзду у Італію вдруге і причини до подорожі. За цим стоїть таємниця і бажання самого Пабло де Сеспедеса приховати якісь факти з власної біографії.
Він мав якісь стосунки з досить широкими особами серед священиків, серед котрих був і Карранса де Міранда, архієпископ з міста Толедо. Інквізиція слідкувала за архієпископом і при нагоді перехопила його листування, а сам Карранса де Міранда був притягнутий до інквізиції. Звинувачення у невідповідності думок і вчинків упало й на Пабло де Сеспедеса. Він би негайно був би заарештований іспанськими інквізиторами, аби не його перебування у Італії. Турбуючись про власне життя, Пабло де Сеспедес затримався у Італії на 20 років, де атмосфера була більш вільною для розумних і обережних священиків.
У Римі почала формуватись незвична для іспанців того часу особистість Пабло де Сеспедеса. Він наполегливо працював, вивчав основи архітектури, скульптури і живопису. Пабло де Сеспедес був серед небагатьох іспанських митців, що знав техніку створення фресок, котрі не отримали розповсюдження у самій Іспанії. Фрескистами у Іспанії XVI ст. працювали переважно емігранти-італійці. Згодом з Пабло де Сеспедеса виробилась ренесансна особистість з ознаками універсальності, котру мали Леон Баттіста Альберті та Мікеланджело Буонарроті, лише меншу за масштабом і без їхніх широких можливостей. Про знання творів Мікеланджело свідчать його малюнки.

## Фрески в каплиці церкви Триніті-дей-Монті, Рим
Серед збережених творів римського періоду — цикл фресок у одній з каплиць римської церкви Триніті-дей-Монті, виконані у співпраці з художником Чезаре Арбазія. Вони монументальні за характером і присвячені сценам з біблії і зображенням євангелістів.

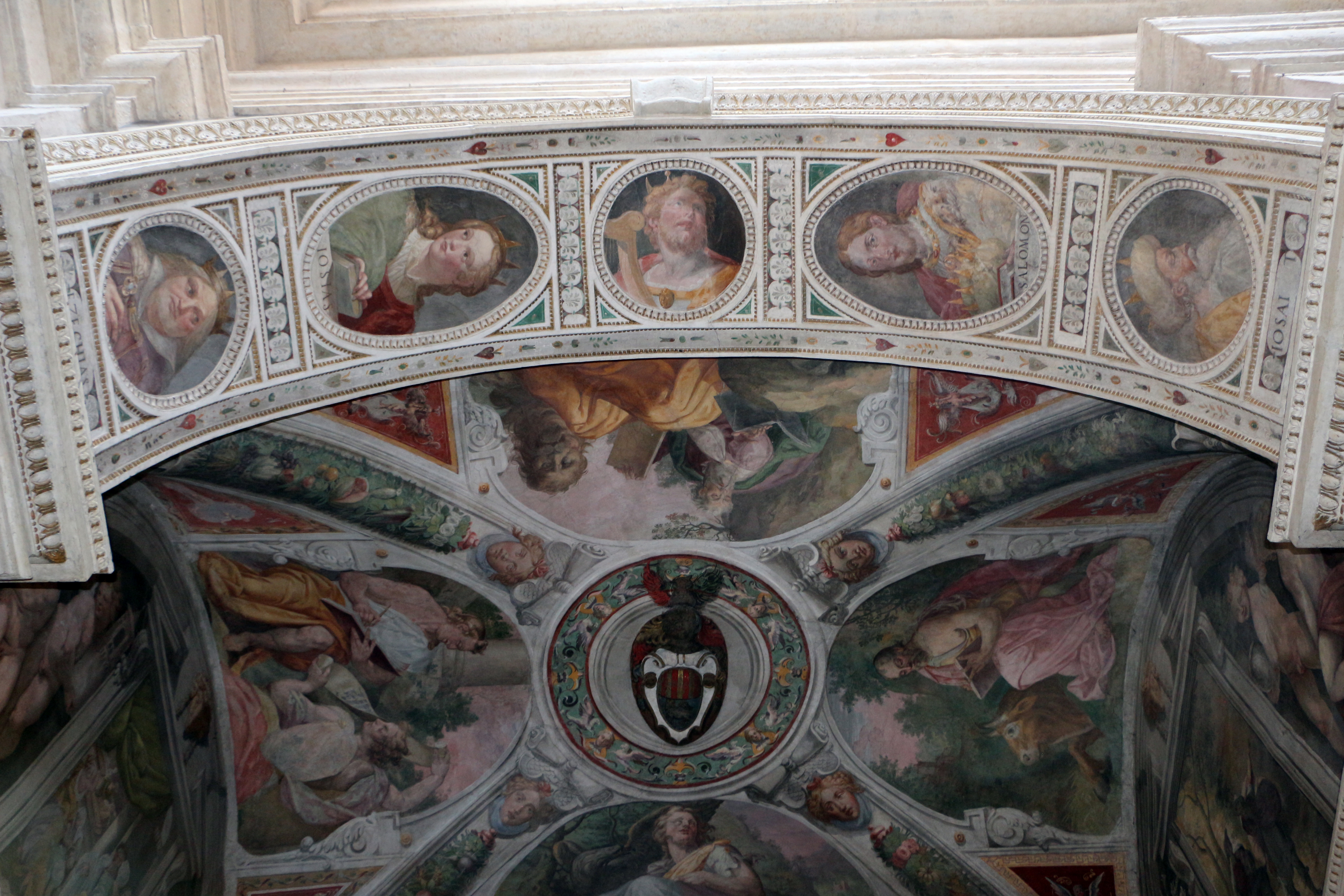
Фрески на склепінні каплички
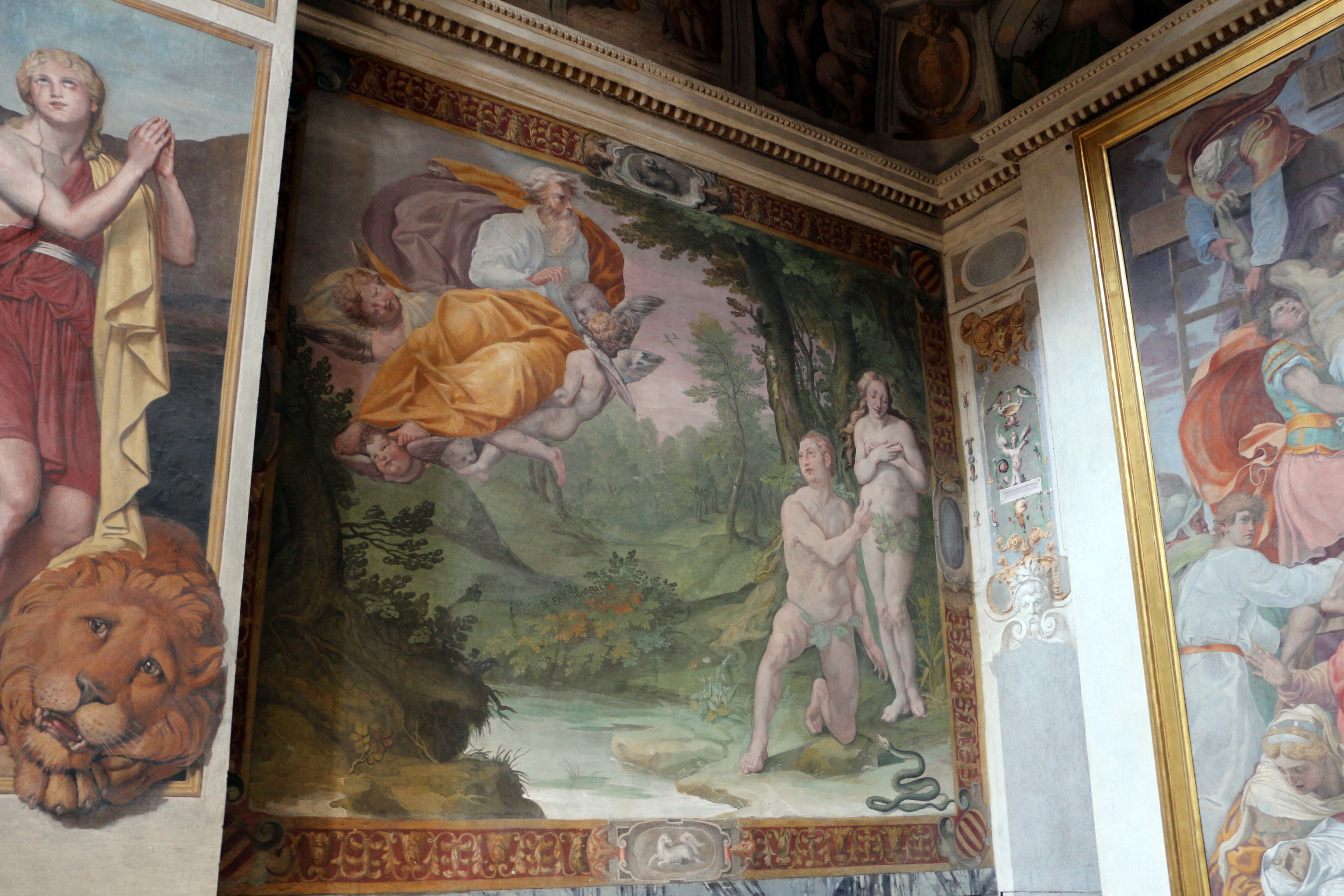
Пабло де Сеспедес та Чезаре Арбазія. «Гріхопадіння Адама і Єви».
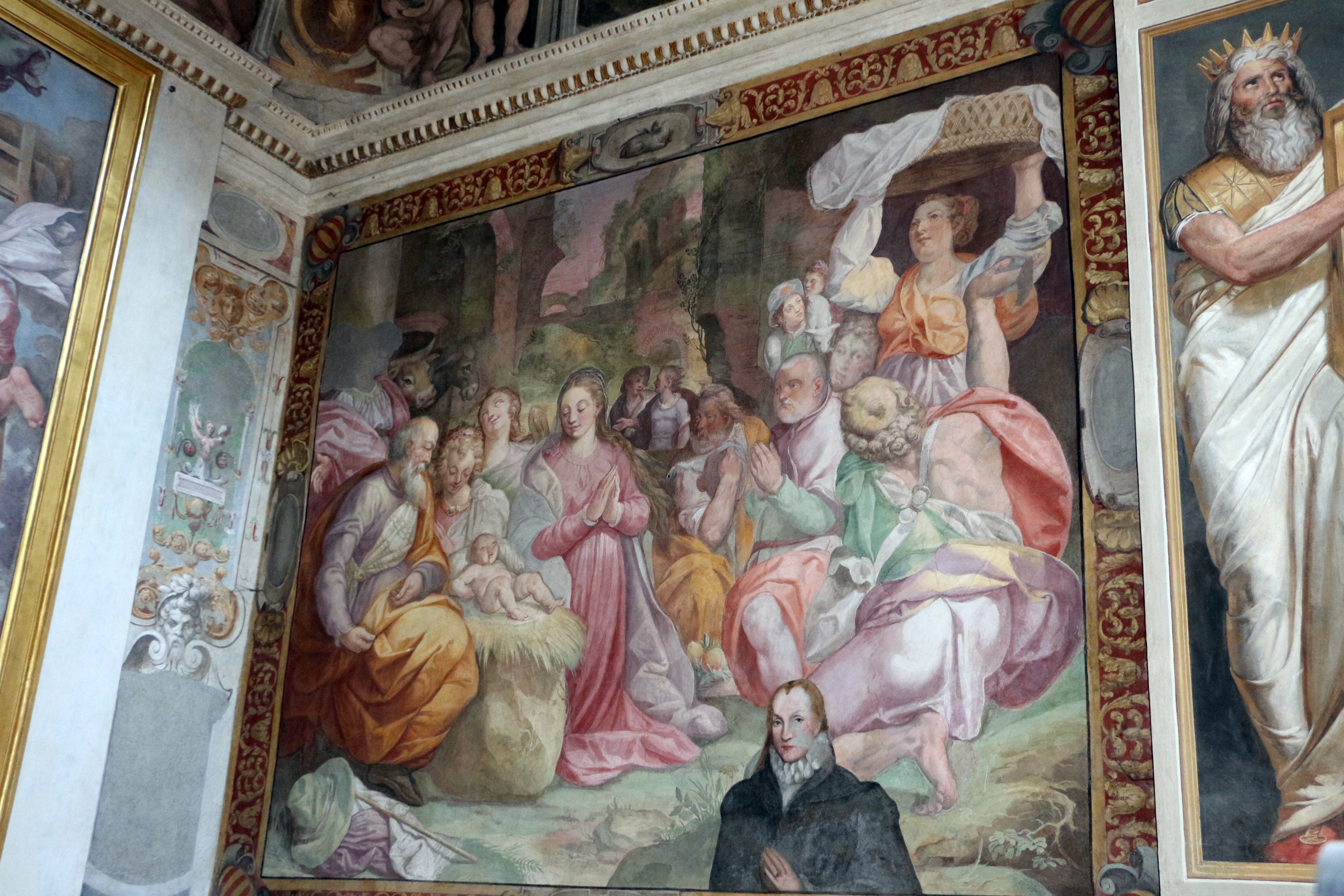
Пабло де Сеспедес та Чезаре Арбазія. Сцена поклоніння немовляті Христу та євангеліст.
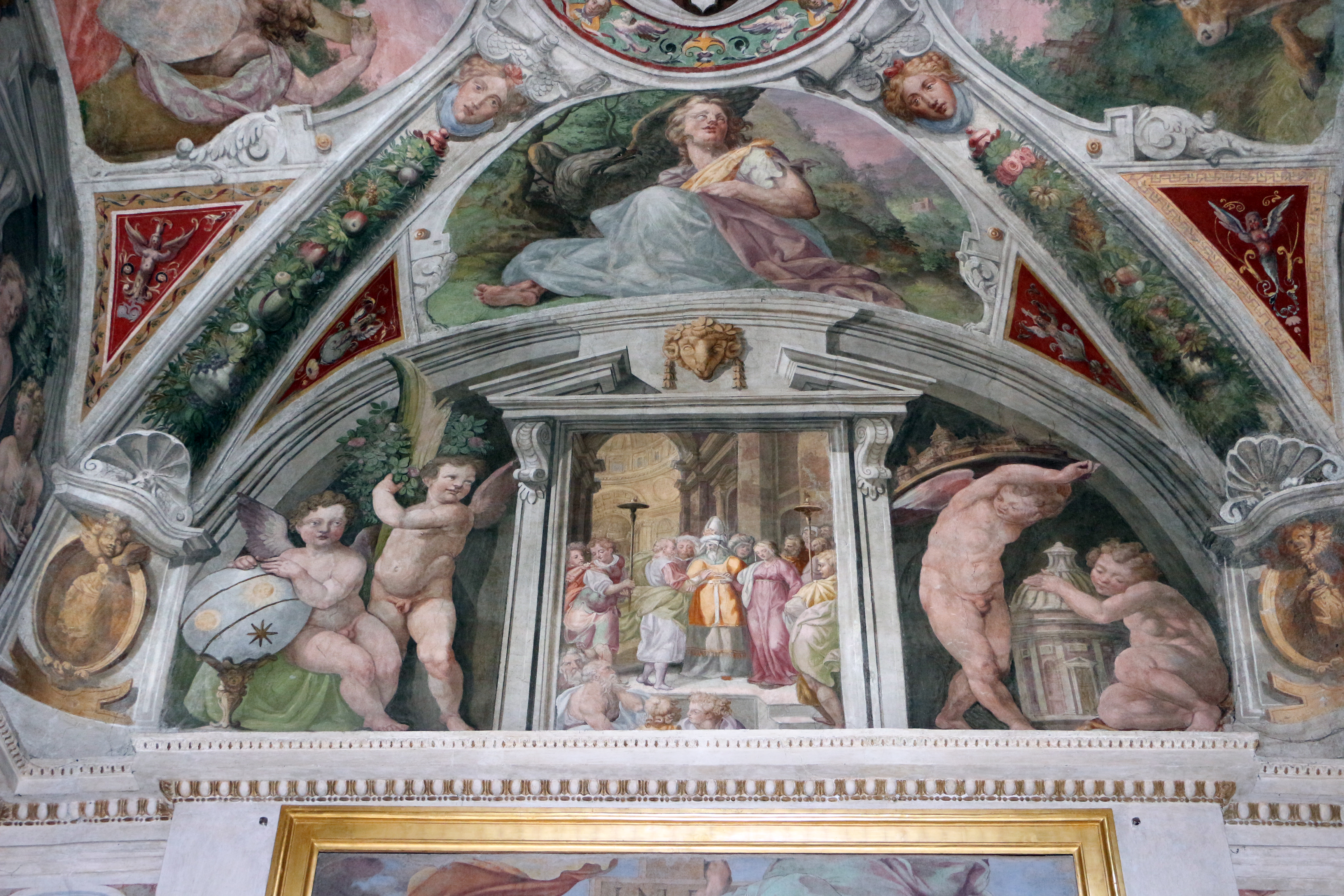
Пабло де Сеспедес та Чезаре Арбазія. Фреска в люнеті каплиці.

## Останні роки у Кордові. Художник і добродій
Пабло де Сеспедес повернувся до Іспанії 1577 року, коли про нього призабули і пристрасті і підозри вщухли.
Сучасникам він був відомий і як художник, і як літератор. Серед його літературних творів — «Роздуми про порівняння стародавнього і сучасного мистецтва» та «Поема про живопис». Остання була надрукована у творі Франсіско Пачеко 1649 року. Пабло де Сеспедес був серед тих, хто знайомив небагатьох іспанських читачів з італійськими художниками.
Він оселився у Кордові і отримав посаду каноніка кафедрального собору. Відомо, що він продовжував власні архітектурні розшуки і теоретизував щодо вигляду храму царя Соломона. Більш цікавою для нас була його діяльність як благодійника і громадського діяча: у Кордові він керував хором, заснував у місті художню школу і сам працював дизайнером, робив ескізи до архітектурних споруд, до скульптурних рельєфів і створював образа для церков. Низка його картин або маловідома, або пропала, або приписана іншим майстрам.
Помер у місті Кордова 26 липня 1608 року.

## Малюнки Сеспедеса

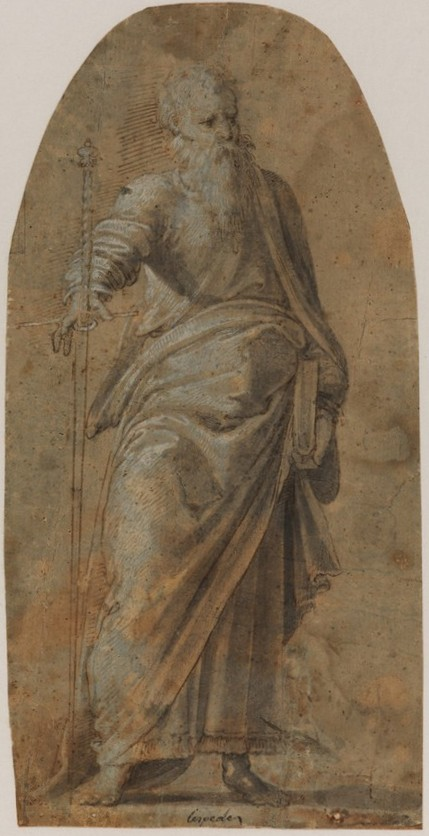
Пабло де Сеспедес. Штудія до фігури апостола Павла
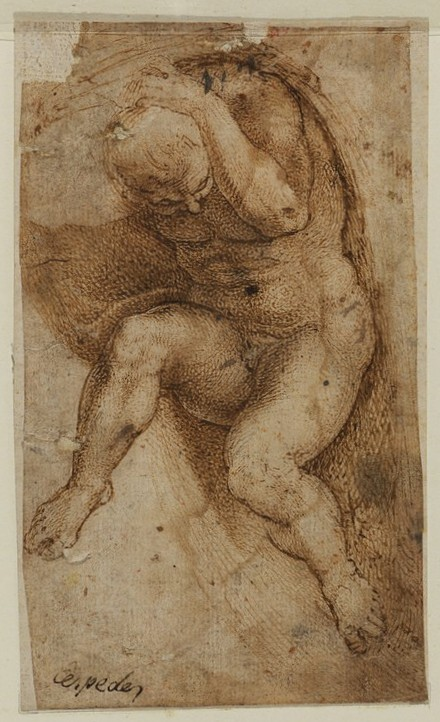
Пабло де Сеспедес. Штудія чоловічої фігури в стилі Мікеланджело Буонарроті
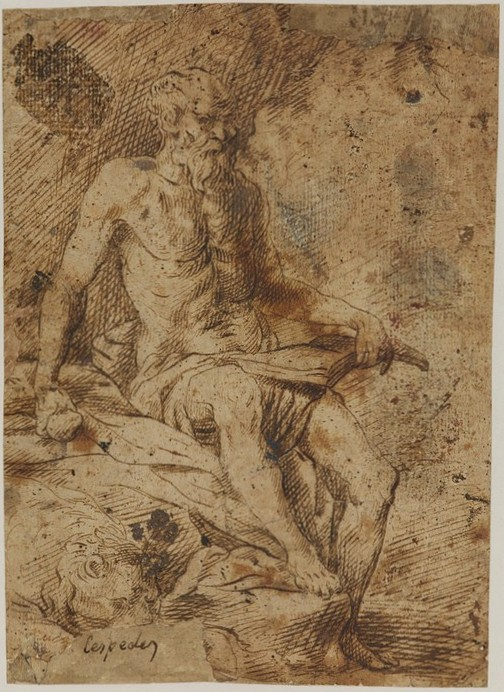
Пабло де Сеспедес. Штудія до фігури св. Єроніма в пустелі

## Обрані твори (галерея)

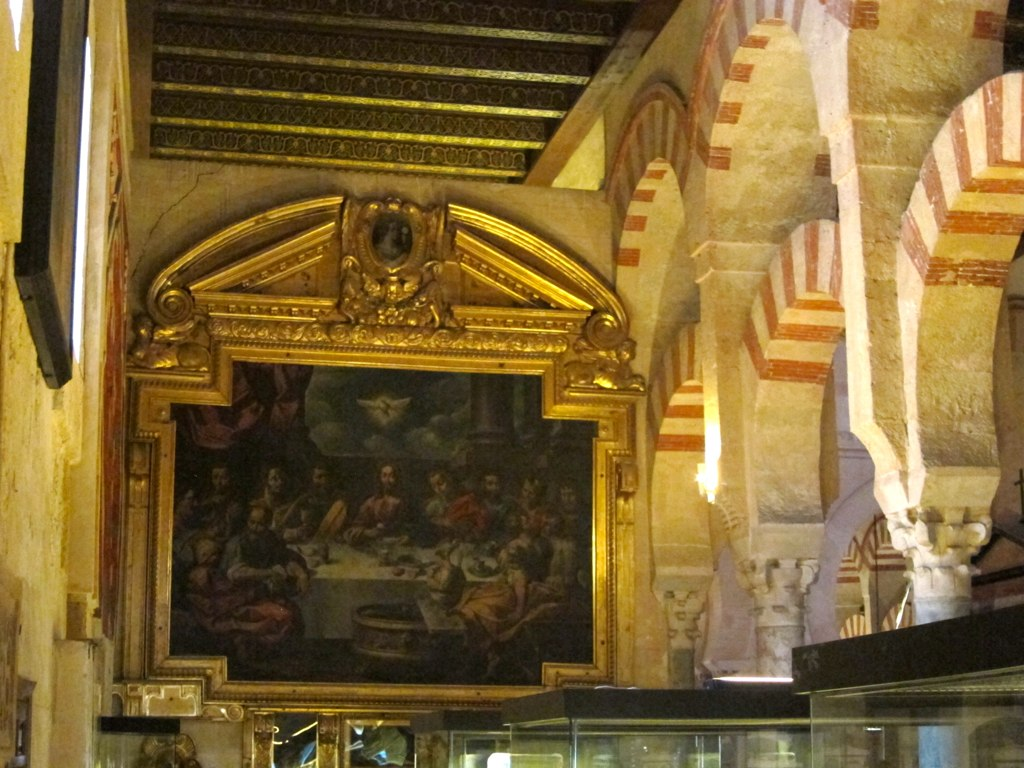
Пабло де Сеспедес. «Таємна вечеря», Катедральний собор, Кордова
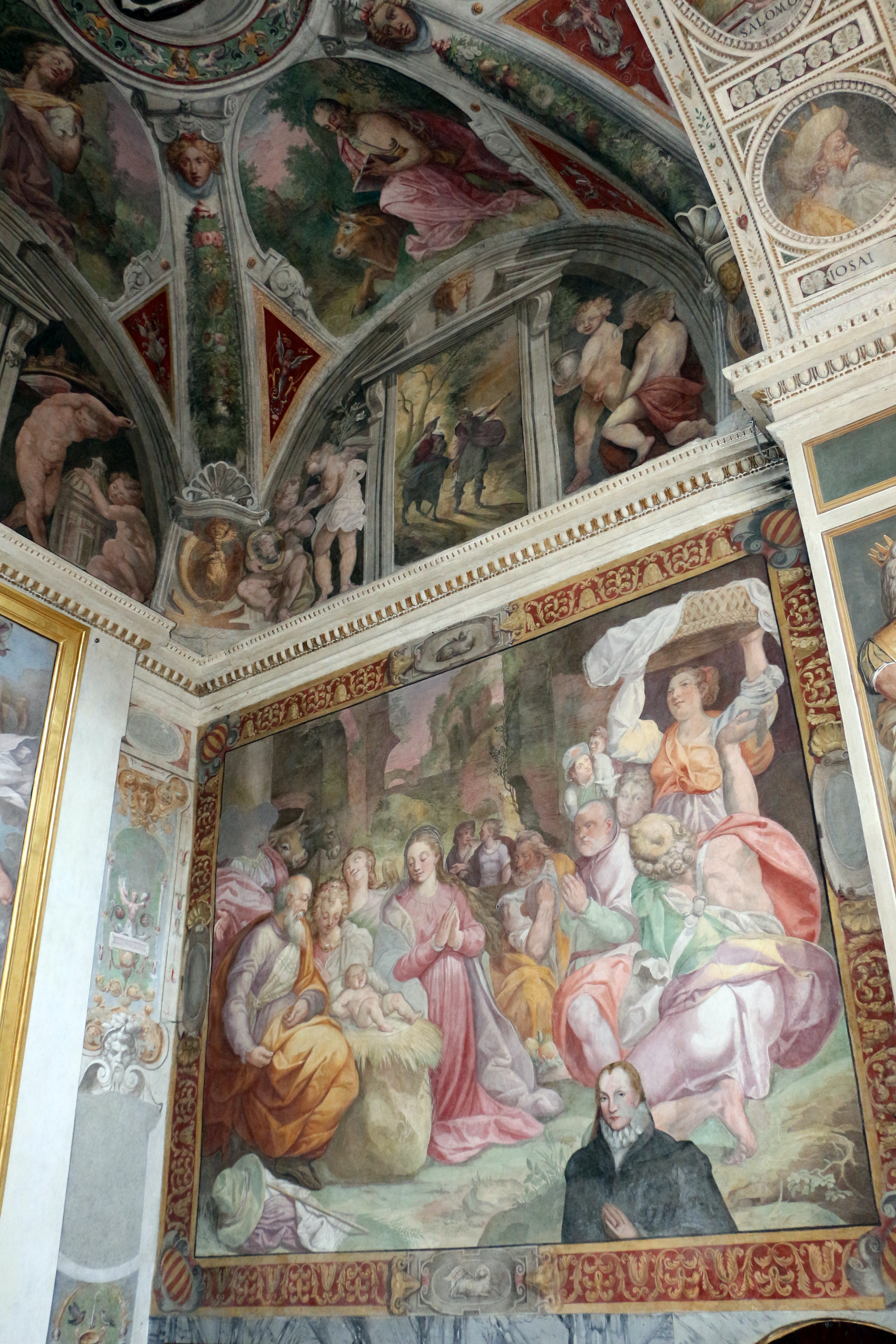
Пабло де Сеспедес та Чезаре Арбазія. Фрески в каплиці Депозишин (Житіє богородиці), до 1577 р., церква Триніті-дей-Монті, Рим
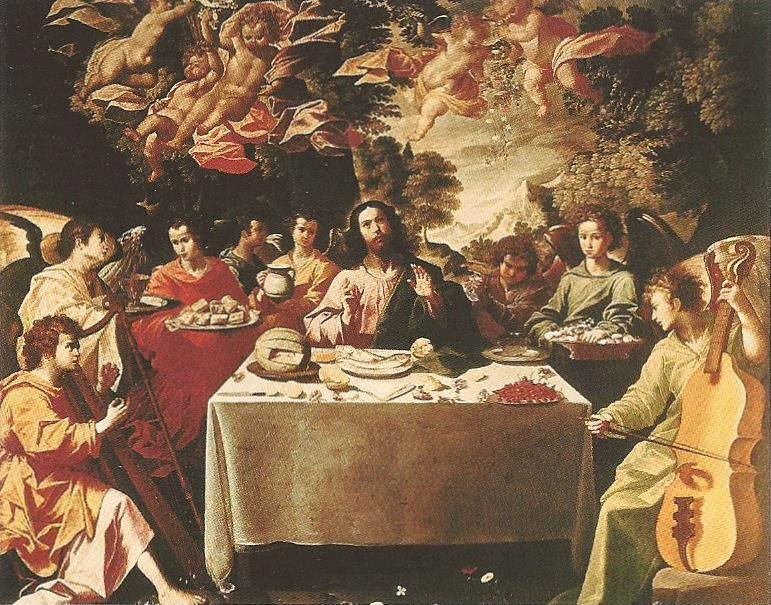
Пабло де Сеспедес. «Христос і янголи», Палац Орьєнте, Мадрид
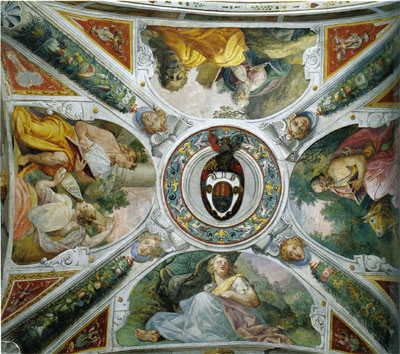
Пабло де Сеспедес. Фрески на склепінні каплиці Депозишин, церква Триніті-дей-Монті, Рим
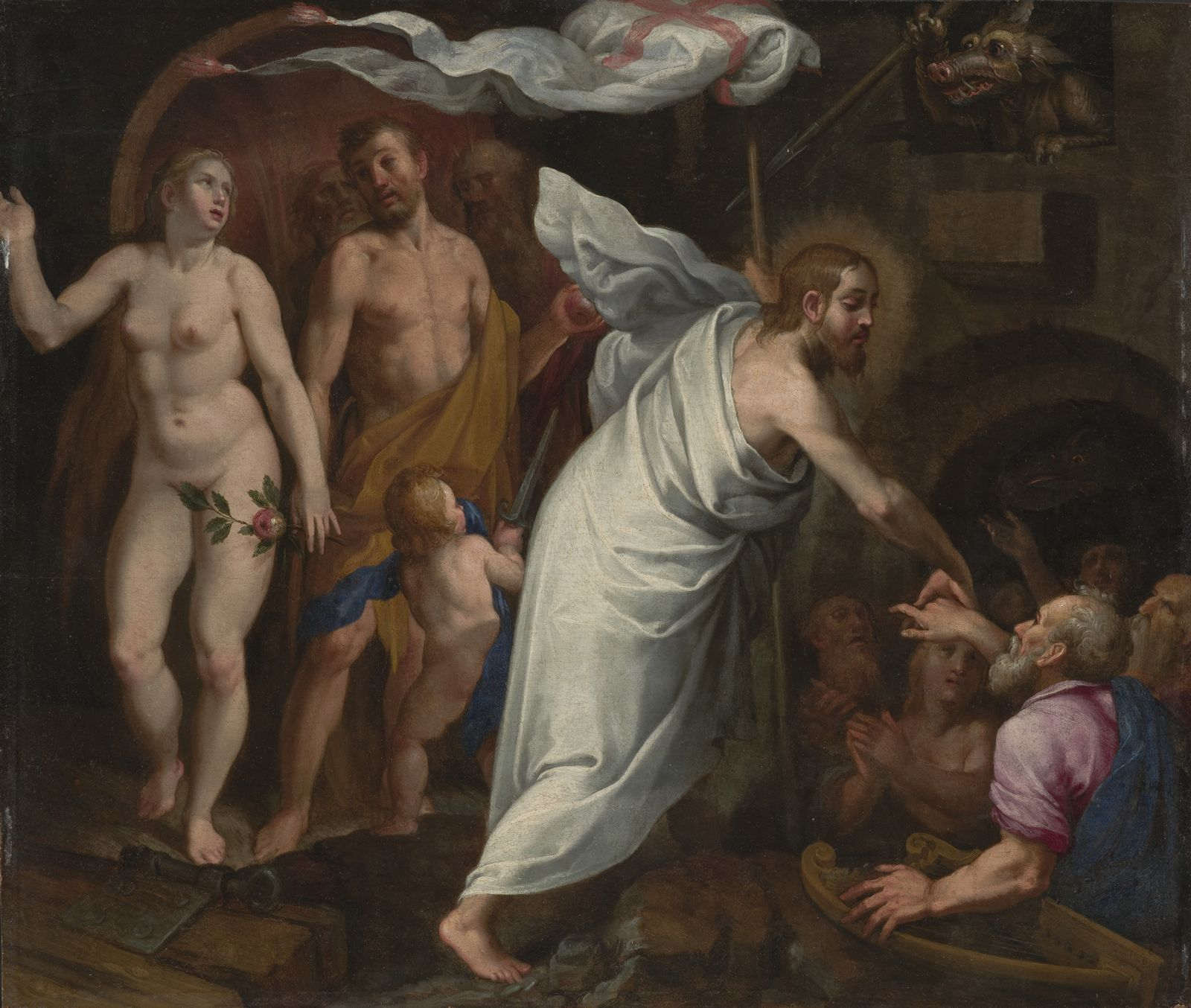
Пабло де Сеспедес. «Сшестя Христа у безодню», бл. 1600 р., Музей мистецтв Індіанаполіса